# Manuel Morais (São Tomé)
Manuel Morais é uma aldeia de São Tomé e Príncipe, localiza-se no Distrito de Lembá, ilha de São Tomé, próxima às localidades de Cascata, António Morais, Fortunato e de Rebordelo.